# Green Island (Alaska)
Green Island ist eine kleine unbewohnte Insel der Andreanof Islands, die zu den Aleuten im US-Bundesstaat Alaska gehören.
Die schmale, 800 Meter lange Insel liegt am Eingang der Bay of Islands von Adak Island.